# Platja del Callao
La platja del Callao és una platja urbana de la costa del Maresme, al municipi de Mataró (Maresme). Pel seu extrem nord-est, la platja es troba limitada per la riera de Sant Simó, que la separa de la platja de Sant Simó, i pel seu extrem sud-oest, es troba limitada per l'espigó de l'antic Club Nàutic de Mataró, que la separa de la platja del Varador. Orientada al sud-sud-est, té una longitud de 403 metres, una amplada mitjana de 80 metres, formada per sorra molt gruixuda, amb un pendent d'entrada a l'aigua molt fort. S'hi accedeix a peu des del passeig marítim, on hi ha les cases de carrer al passeig del Callao, conjunt d'onze cases protegides com a bé cultural d'interès local.
Disposa de dutxes, lavabos, passarel·les de fusta, cadires i sanitaris adaptats per a persones amb mobilitat reduïda, zona de jocs infantils, camps per practicar esports com el vòlei i el futbol platja, aigua potable, quiosquets, bar restaurants, vigilància policial i centre de la Creu Roja.
L'Agència Catalana de l'Aigua efectua un control quinzenal de la qualitat de l'aigua, durant la temporada de bany, amb el resultat d'excel·lent. Està guardonada amb la Bandera Blava, que reconeix internacionalment la qualitat de l'aigua i serveis. Disposa de la certificació Q de Qualitat que atorga l’Instituto para la Calidad Turística Española (ICTE).